# Liste der Bürgermeister von Molenlanden
Dies ist die Liste der Bürgermeister der Gemeinde Molenlanden in der niederländischen Provinz Zuid-Holland seit ihrer Gründung am 1. Januar 2019.
| Bürgermeister | Bürgermeister     | Partei | Partei       | Amtszeit  | Anmerkungen   |
| ------------- | ----------------- | ------ | ------------ | --------- | ------------- |
|               | Dirk van der Borg |        | CDA          | 2019–2020 | kommissarisch |
| Theo Segers   | Theo Segers       |        | ChristenUnie | 2020–     | [ 2 ]         |